# Kathrin Langschwager
Kathrin Langschwager (* 18. Dezember 1966 in Rostock, jetzt Kathrin Sydlik) ist eine ehemalige deutsche Volleyballspielerin.
Kathrin Langschwager war vielfache DDR-Nationalspielerin. 1987 wurde sie Europameisterin in Belgien. 1988 nahm sie mit der Volleyball-Nationalmannschaft der DDR an den Olympischen Spielen in Seoul teil und belegte dort Platz fünf. Kathrin Langschwager spielte für den SC Dynamo Berlin und wurde mehrfach DDR-Meisterin.
Kathrin Langschwagers Töchter Sandra und Luisa sind ebenfalls Volleyballspielerinnen.